# Кегали
Кегали — река в России, на севере Дальнего Востока, правый приток Омолона. Протекает по территории Северо-Эвенского района Магаданской области.
На реке имеется несколько наледей, самая крупная из которых площадью 16 км².
Ранее на реке рядом с впадением притока Ниванды имелся населённый пункт Кегали, в настоящее время нежилой.
Название в переводе с эвен. Кеваӈи — «изгибающаяся».